# 禁書目録

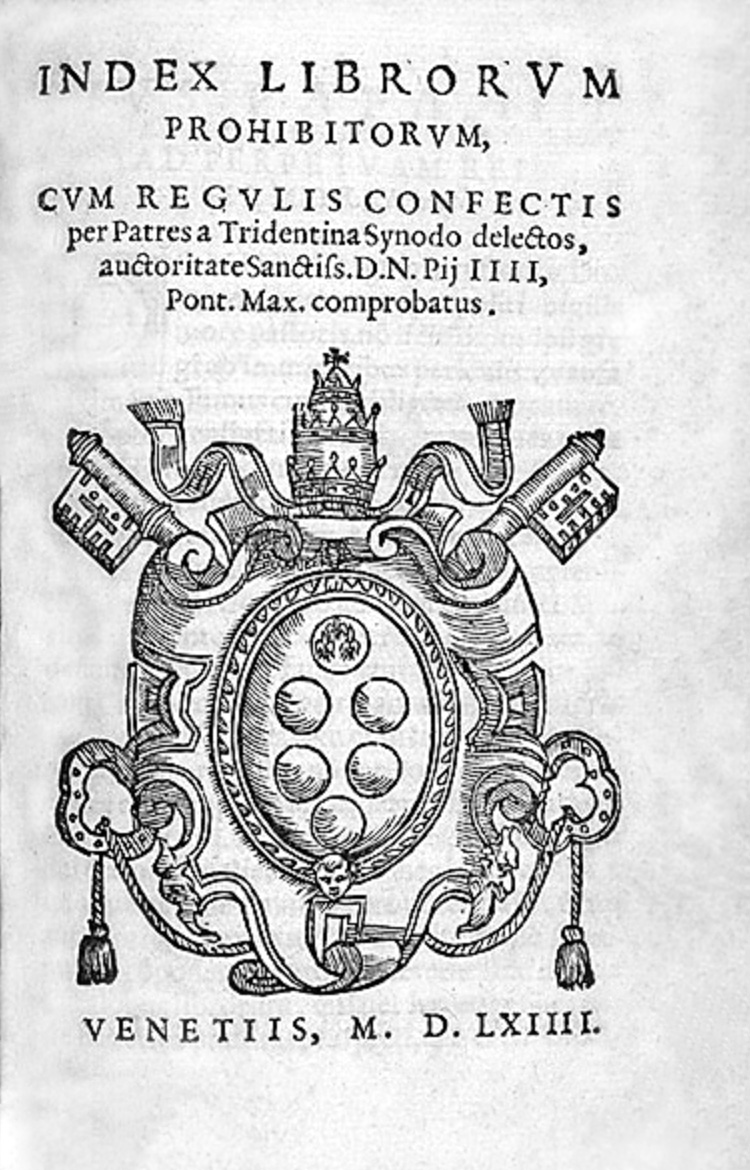
禁書目録

禁書目録（きんしょもくろく、ラテン語: Index Librorum Prohibitorum）とは16世紀から20世紀の半ばまでカトリック教会によって作成された書物のリストで、カトリック教会と信徒に対して危険を及ぼすとみなされた書物が掲載された。禁書目録の目的は信徒を、非道徳あるいはカトリック信仰を脅かす書物から守ることにあった。禁書目録は単に出版後の本だけを対象としていたわけではなく、カトリック信徒が著作を行うときはあらかじめ検閲を受けさせることも習慣として行われた。

## 歴史
禁書目録が初めて作成されたのはローマにおいてではなく1529年のネーデルラントにおいてであった。その後、1543年にヴェネツィアで、1551年にパリで同様のリストが作成されたが、ローマで初めて禁書目録が作られたのは教皇パウルス4世時代の1557年になってからであった。トリエント公会議の中で、それまで作られた禁書目録は極端に厳格に走りがちで、個人的な意見によって書物を選択しているという批判が行われたためであった。この批判に応えて教皇ピウス4世は公会議後に禁書目録の作成の方法を定め、1564年に規範となるべき禁書目録を作成した。このトリエント版ともいうべきこの禁書目録がレオ13世時代の1897年まで長きにわたって同種の目録の規範版となった。トリエント版を作成したのは教皇の任命を受けたローマの検邪聖省の審査官たちであった。
1571年には禁書目録を作成・改訂する専門の委員会が設置された。この委員会が流通する書物を検定し、ピウス4世時代の禁書目録を時代に合わせて改訂していくことになった。同委員会は問題とした書物であっても一様に禁書にしていたわけではなく、書物によっては一部内容の改訂を求めるだけのこともあった。そういった書物は「要修正」（donec corrigatur）「要一部削除」(donec expurgetur)というカテゴリーで別のリストにされていた。時が経つにつれて目録は長大なものになっていった。あらかじめ教皇庁の別の部署で許可を得ていた書物は検邪聖省の検査もゆるいもので済んだ。禁書の決定に最終許可を与えたのは当然教皇であり、（検邪聖省にはなかったが）教皇には特定の書物だけでなく一個人の著作をすべて指定する権利（破門ではない）があった。教皇のこの権利が発動されたケースはあまりないが、フェリシテ・ド・ラムネーの例が挙げられる。1917年の教会法典（Codex Iuris Canonici）の施行とともに、禁書目録の改訂委員会は廃止され、著作を検定する権能は教皇庁の直轄のものとなった（同法247条4項）。
禁書目録は1948年版まで作成された。これは第32版であり、4000の書籍があげられていた。その理由はさまざまで、反カトリック的、不道徳、性的放埒、政治的偏向、魔術書などの危険な文化、などであった。目録に著書がのった有名人としてはダンテ・アリギエーリ、デジデリウス・エラスムス、エドワード・ギボン、ジョルダーノ・ブルーノ、ヴォルテール、ダニエル・デフォー、ニコラウス・コペルニクス、ガリレオ・ガリレイ、ヨハネス・ケプラー、エラズマス・ダーウィン、バルザック、ジャン＝ポール・サルトルなどがいた。18世紀から19世紀にかけてはカトリック教会がほとんどの近代思想を拒絶したため、近代の哲学者は（キリスト教徒であっても）ほとんど名前が載る結果となった。たとえばルネ・デカルト、イマヌエル・カント、ジョージ・バークリー、ラムネーなどの著名な思想家もこのリストに含まれている。ショーペンハウアーやキルケゴールの著作は禁書目録に載っていないが、その理由は彼らが無神論者とみなされているからである。
禁書目録はカトリック信徒の多い国家ではそれなりの影響力をもっていたため、東はポーランドから西はケベックまで出版物が盛んに流通する大都市を除けば、禁書目録に載っている本が見られることはあまりなかった。禁書目録が公式に廃止されるのは1966年6月14日の教理省宣言（AAS 58, p.445）および同年11月15日の同省教令（同 p.1186）によってである。 時あたかも第2バチカン公会議が行われるなか、カトリック教会に残っていた多くの形式的習慣が廃止されたが、とくに1966年の11月の教令は、禁書目録規定違反が1917年教会法典2318条に謂わゆる「破門」の効果を有しないことを明言するに至った。しかしながら禁書目録に載るようなカトリック信仰を危うくする書物を積極的に読むことが推奨されているわけではなく、1975年3月19日の教令（AAS 67, pp.281-284）によって、1917年教会法典の禁書の条項が刷新され、現行の1983年の新教会法典第822条乃至第832条に明文化されている。